# Porțiunile laterale ale osului occipital
Porțiunile laterale (sau condilare) ale osului occipital (Pars lateralis ossis occipitalis) sunt două porțiuni ale osului occipital aflate lateral de gaura occipitală, de o parte și de alta a ei; se unesc anterior cu porțiunea bazilară a osului occipital, iar posterior cu solzul occipitalului. Au o formă ușor alungită, posterior sunt mai groase, iar anterior mai înguste. Porțiunile laterale au două fețe: fața exocraniană (inferioară) și fața endocraniană (superioară). 
- Pe fața exocraniană se află condilul occipital (Condylus occipitalis), fosa condiliană (Fossa condylaris), orificiu extern al canalului condilian (Canalis condylaris), procesul jugular (Processus jugularis), incizura jugulară a osului occipital (Incisura jugularis ossis occipitalis) care participă la formarea găurii jugulare (Foramen jugulare), procesul intrajugular al osului occipital (Processus intrajugularis ossis occipitalis),  orificiu extern al canalului hipoglosului (Canalis hypoglossalis) și procesul paramastoidian (Processus paramastoideus) care este inconstant.
- Pe fața endocraniană se află tubercul jugular al osului occipital (Tuberculum jugulare ossis occipitalis), șanțul sinusului sigmoidian (Sulcus sinus sigmoidei), orificiu intern al canalului hipoglosului (Canalis hypoglossalis) și orificiu intern al canalului condilian (Canalis condylaris).
- Porțiunile laterale sunt străbătute de canalul hipoglosului (Canalis hypoglossalis) și canalul condilian (Canalis condylaris).